# Gorges du Tarn
Als Gorges du Tarn (dt. Tarnschlucht) wird die große Schlucht im ersten Drittel des Flusses Tarn zwischen den Orten Le Rozier und Sainte-Enimie bezeichnet.

## Geografie
Im Nordosten der Stadt Millau gelegen, führt die ca. 35 km lange Schlucht von Sainte-Enimie im Osten bis Le Rozier im Westen. Durch sie hindurch verläuft eine Tourismusstraße mit vielen Aussichtspunkten. Die 400 bis 500 m tiefe Schlucht selbst steht teilweise unter Naturschutz.
Die Schlucht wurde vom Tarn gebildet, der das aus Kalkstein und Mergel in mehreren Lagen horizontal geschichtete Gestein der Cevennen ausgewaschen hat. Es gibt sowohl steilwändige Engpässe, z. B. die Felsenge Les Détroits, als auch weite Talkessel wie z. B. den Cirque des Baumes mit seinen polychromen (bunten) Felswänden. Durch unterirdische Auswaschungen sind auch Höhlen und Grotten entstanden.

## Klettergebiet
Die Gorges du Tarn gelten als eines der wichtigsten südfranzösischen Klettergebiete. Bekannt ist die Schlucht vor allem für lange, teils überhängende Routen im Kalkstein. Das Gebiet wurde seit den 1980er Jahren von einheimischen Kletterern für das Klettern erschlossen, Probleme mit dem Naturschutz und diversen Grundeigentümern führten dazu, dass die Gemeinde Saint-Georges-de-Lévéjac einen Teil der für das Klettern gefragten Grundstücke käuflich erwarb und zudem mit dem französischen Club Alpin Français eine Vereinbarung zum künftigen Klettern abschloss. In der Folgezeit wurden viele schlecht eingerichtete Routen entfernt, Haken überprüft und saniert sowie neue Routen erschlossen.
Die meisten Kletterrouten verlaufen senkrecht bis überhängend, geprägt sind sie durch oft scharfkantige Löcher. Insgesamt existieren rund 700 verschiedene Kletterrouten.

## Sonstiges
An exponierten Stellen des Tals finden sich Burgen, so das Château de la Caze, das Château de Hauterive, Château de Blanquefort und das Château de Castelbouc. Die drei Letztgenannten sind heute Ruinen, ersteres wird als Hotel genutzt.

Gorges du Tarn
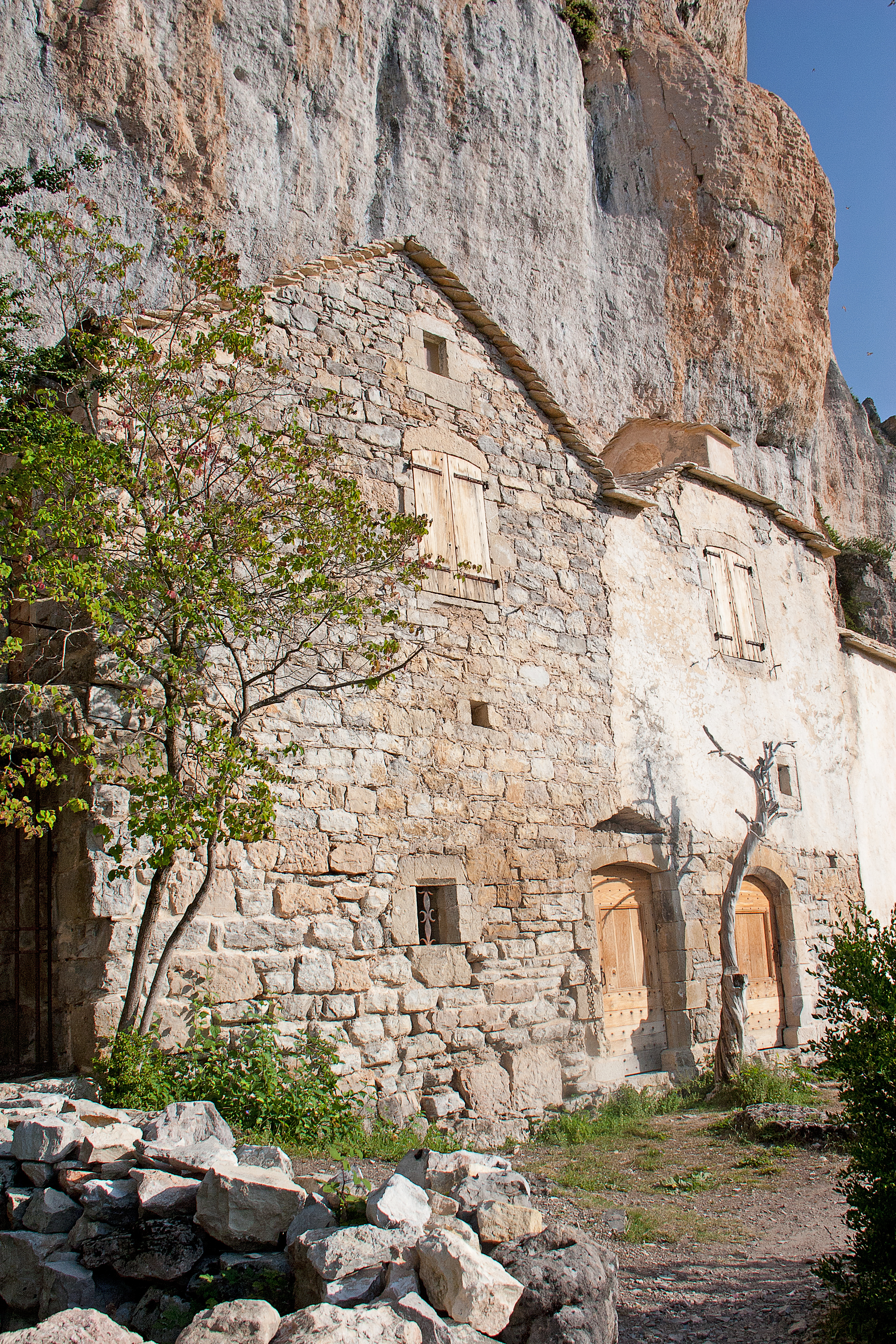
Wohnhöhlenruinen von Saint Marcellin
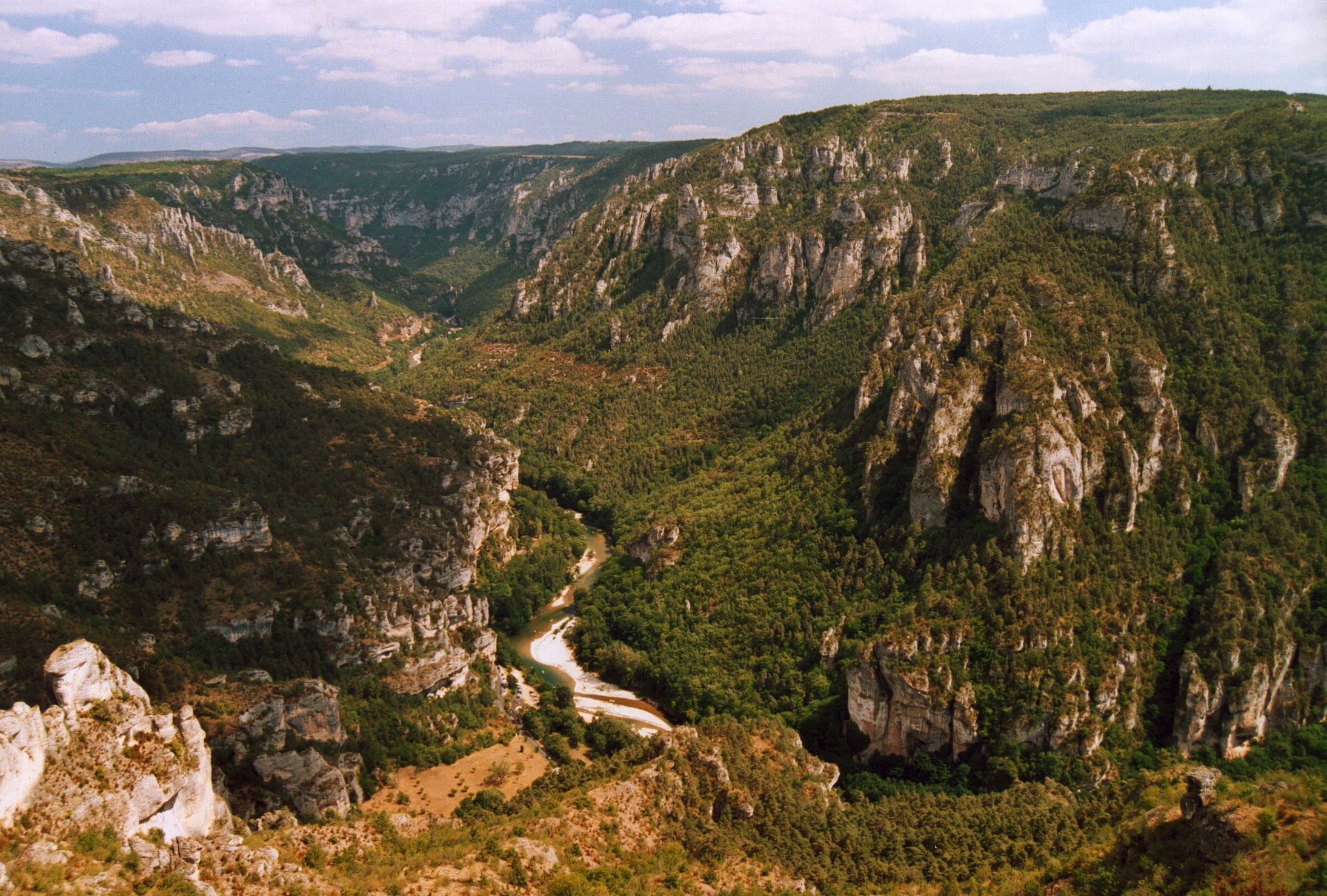
Der Tarn schlängelt sich durch die Causses
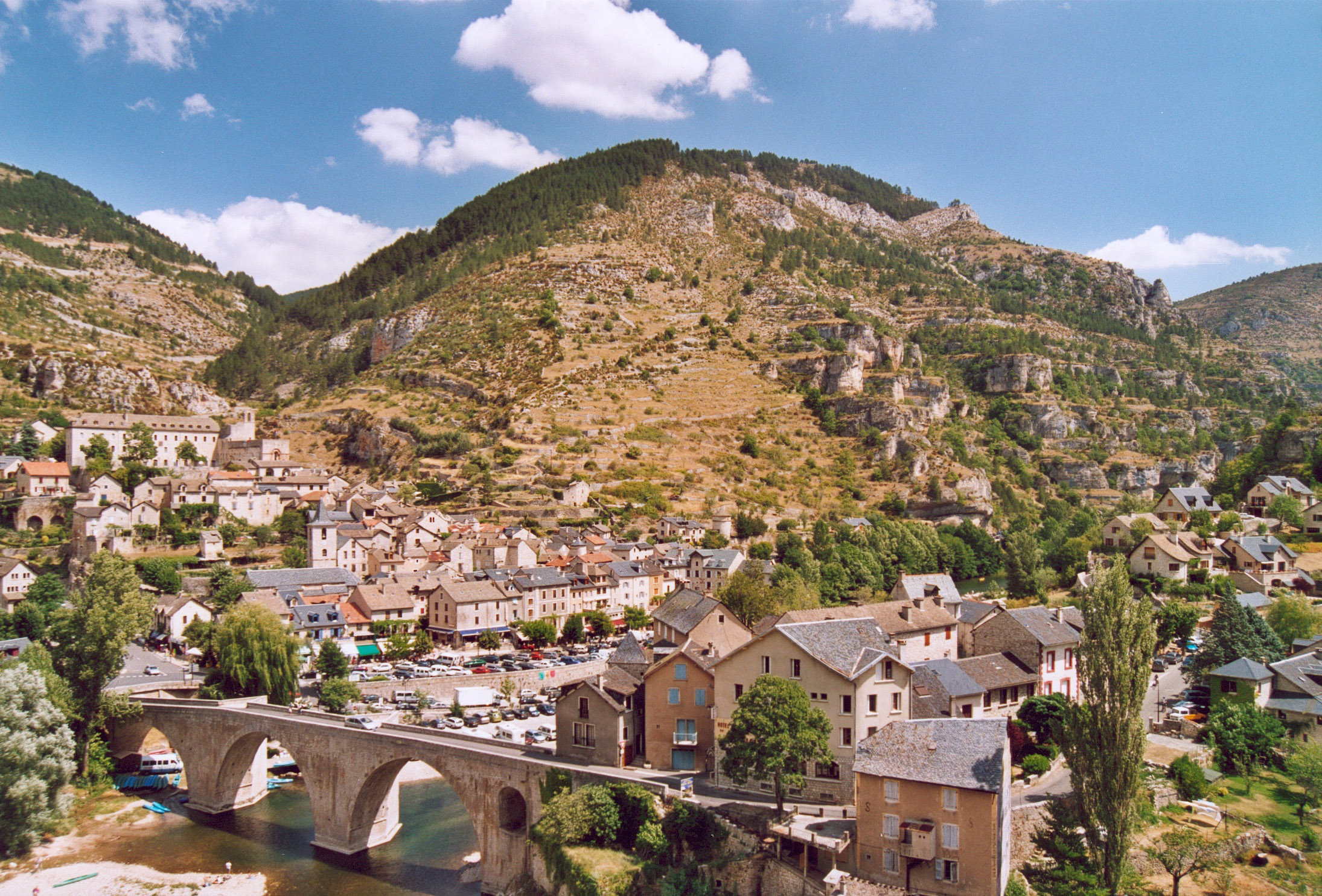
Der Ort Sainte-Enimie
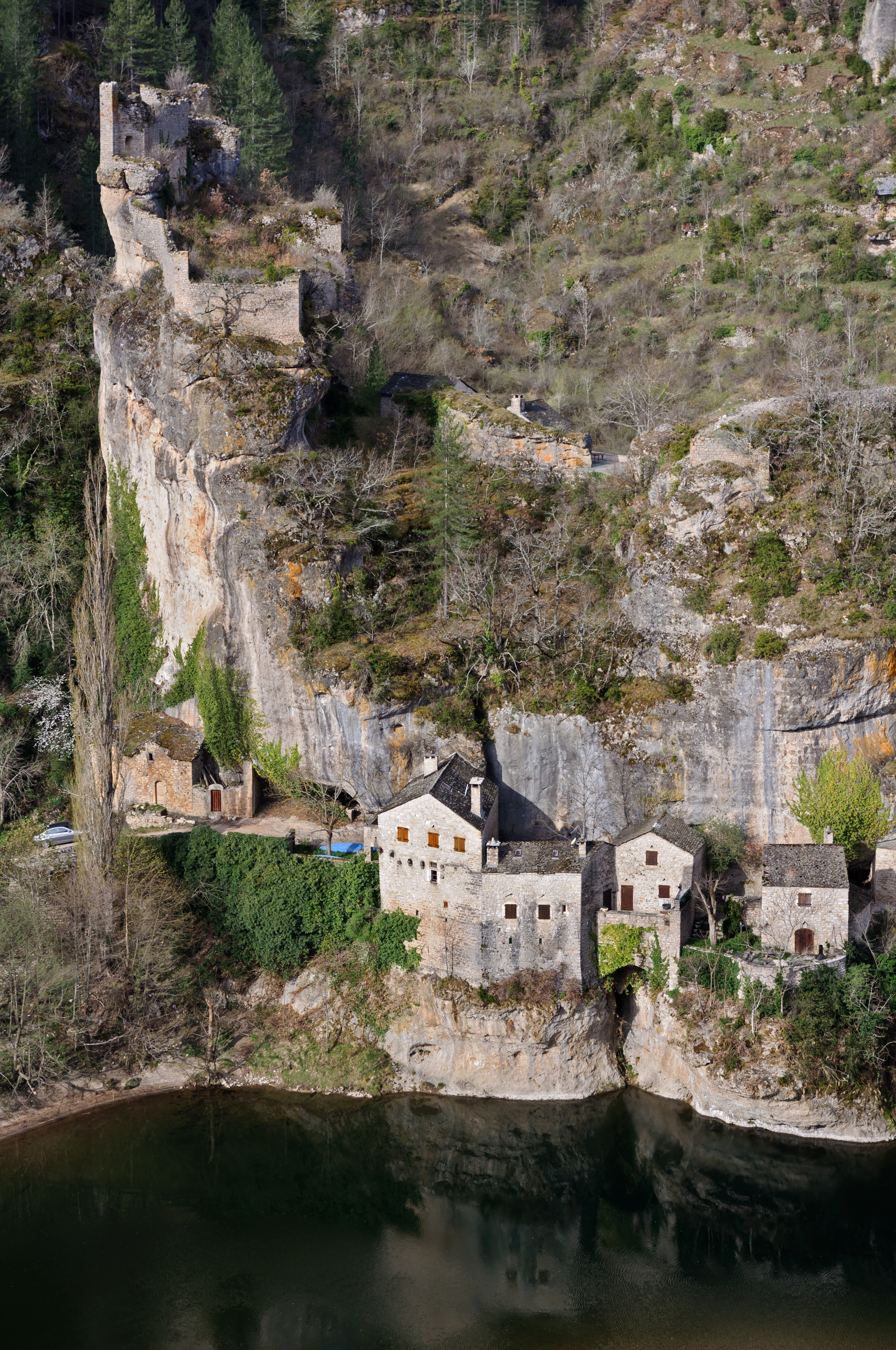
Dorf Castelbouc
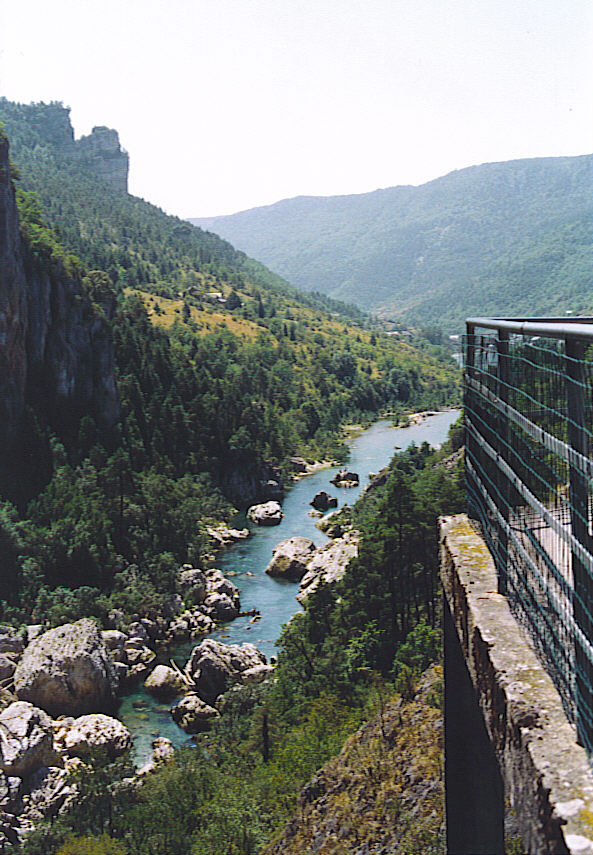
Der Felssturz Pas de Soucis vor dem Ende der Schlucht